# Babica zebrica

Babica zebrica (lat. Salaria basilisca) riba je iz porodice slingurki odnosno babica (Blenniidae). Naraste do 18 cm, a živi u plićaku, do 15 m. Ima golo tijelo bez ljusaka, te ravnu leđnu peraju duž cijelog tijela. Mužjak na glavi ima veliku krijestu, i veći je od ženke. Boje je žućkasto-zelenekasto smeđe, uz fluorescentno svjetloplave prugice i točkice po cijelom tijelu. Hrani se najčešće školjkama i sitnim životinjicama, a ima sposobnost disanja na suhom, te može dugo preživjeti bez mora. Mrijesti se u ljetnim mjesecima, mužjak se pari s više ženki i čuva jajašca.
Zabilježena je samo na obalama Jadrana, te na obalama Mediterana, oko Tunisa i Turske.

## Vanjske poveznice
|  | Wikivrste imaju podatke o taksonu Babica zebrica |